# Rally Islas Canarias - El Corte Inglés de 2007
El Rally Islas Canarias - El Corte Inglés de 2007, oficialmente 31.º Rally de Canarias - El Corte Inglés, fue la trigesimoprimera edición y la segunda cita de la temporada 2007 del Campeonato de España de Rally. También fue puntuable para la European Rally Cup West, el campeonato de Canarias, el Desafío Peugeot y la Mitsubishi Evo Cup. Se celebró del 27 al 28 de abril y contó con un itinerario de doce tramos que sumaban un total de 194,04 km cronometrados.

## Itinerario
| Día   | Tramo | Nombre                  | Distancia |
| ----- | ----- | ----------------------- | --------- |
| Día 1 | TC1   | Moya-Fontanales         | 9.44 km   |
| Día 1 | TC2   | Valleseco               | 21.51 km  |
| Día 1 | TC3   | Teror-Arucas            | 7.52 km   |
| Día 1 | TC4   | Moya-Fontanales         | 9.44 km   |
| Día 1 | TC5   | Valleseco               | 21.51 km  |
| Día 1 | TC6   | Teror-Arucas            | 7.52 km   |
| Día 2 | TC7   | Agüimes-Santa Lucía     | 17.85 km  |
| Día 2 | TC8   | San Bartolomé-San Mateo | 20.57 km  |
| Día 2 | TC9   | San Mateo-San Bartolomé | 20.61 km  |
| Día 2 | TC10  | Santa Lucía-Agüimes     | 17.85 km  |
| Día 2 | TC11  | San Mateo-San Bartolomé | 20.57 km  |
| Día 2 | TC12  | Santa Lucía-Agüimes     | 20.61 km  |

## Clasificación final
| Pos.    | Piloto                 | Copiloto            | Automóvil                      | Tiempo    | Diferencia |
| General | General                | General             | General                        | General   | General    |
| ------- | ---------------------- | ------------------- | ------------------------------ | --------- | ---------- |
| 1.      | Luis Monzón            | Nazer Ghuneim       | Peugeot 206 WRC                | 2:03:34.2 | 0.0        |
| 2.      | Antonio Ponce          | Rubén González      | Škoda Fabia WRC                | 2:06:16.5 | +2:42.3    |
| 3.      | Sergio Vallejo         | Diego Vallejo       | Porsche 997 GT3 RS 3.6         | 2:06:49.6 | +3:15.4    |
| 4.      | David García Mastaglio | Bernardino Guerra   | Peugeot 306 Maxi               | 2:06:58.2 | +3:24.0    |
| 5.      | José Antonio Torres    | Mahy García         | Renault Mégane Maxi            | 2:07:02.8 | +3:28.6    |
| 6.      | Miguel Ángel Fuster    | José Vicente Medina | Fiat Abarth Grande Punto S2000 | 2:07:35.8 | +4:01.6    |
| 7.      | Jesús Puras            | Carlos del Barrio   | Mitsubishi Lancer Evo IX       | 2:09:12.7 | +5:38.5    |
| 8.      | Armide Martín          | Javier Martín       | Mitsubishi Lancer Evo VIII     | 2:10:41.0 | +7:06.8    |
| 9.      | José María Ponce       | Carlos Larrodé      | BMW M3 E30                     | 2:11:38.6 | +8:04.4    |
| 10.     | Josep Basols           | Álex Haro           | Mitsubishi Lancer Evo IX       | 2:11:47.8 | +8:13.6    |
| España  |                        |                     |                                |           |            |
| 1. (3.) | Sergio Vallejo         | Diego Vallejo       | Porsche 997 GT3 RS 3.6         | 2:06:49.6 | 0.0        |
| 2. (6.) | Miguel Ángel Fuster    | José Vicente Medina | Fiat Abarth Grande Punto S2000 | 2:07:35.8 | +46.2      |
| 3. (7.) | Jesús Puras            | Carlos del Barrio   | Mitsubishi Lancer Evo IX       | 2:09:12.7 | +2:23.1    |